# Alfredo Gavín Agustí
Alfredo Gavín Agustí (Riba-roja d'Ebre, 1957) és un poeta i artista plàstic català.
S'expressa tant en castellà com en català i les seves publicacions acostumen a anar acompanyades d'imatges plàstiques que ell mateix elabora. Ha col·laborat amb el poeta Ramón García Mateos en alguns llibres. Va escriure articles de crítica literària al diari El Punt.
En la vessant plàstica ha il·lustrat diverses portades de llibres i poemes, i va publicar dibuixos a la revista La Poesía, señor hidalgo, una revista de poesia publicada a Cambrils i Barcelona els anys 2000 a 2004. Un mural de la ceramista Neus Segrià basada en un dibuix d'Alfredo Gavín està instal·lat a la Biblioteca Pere Anguera de Reus.

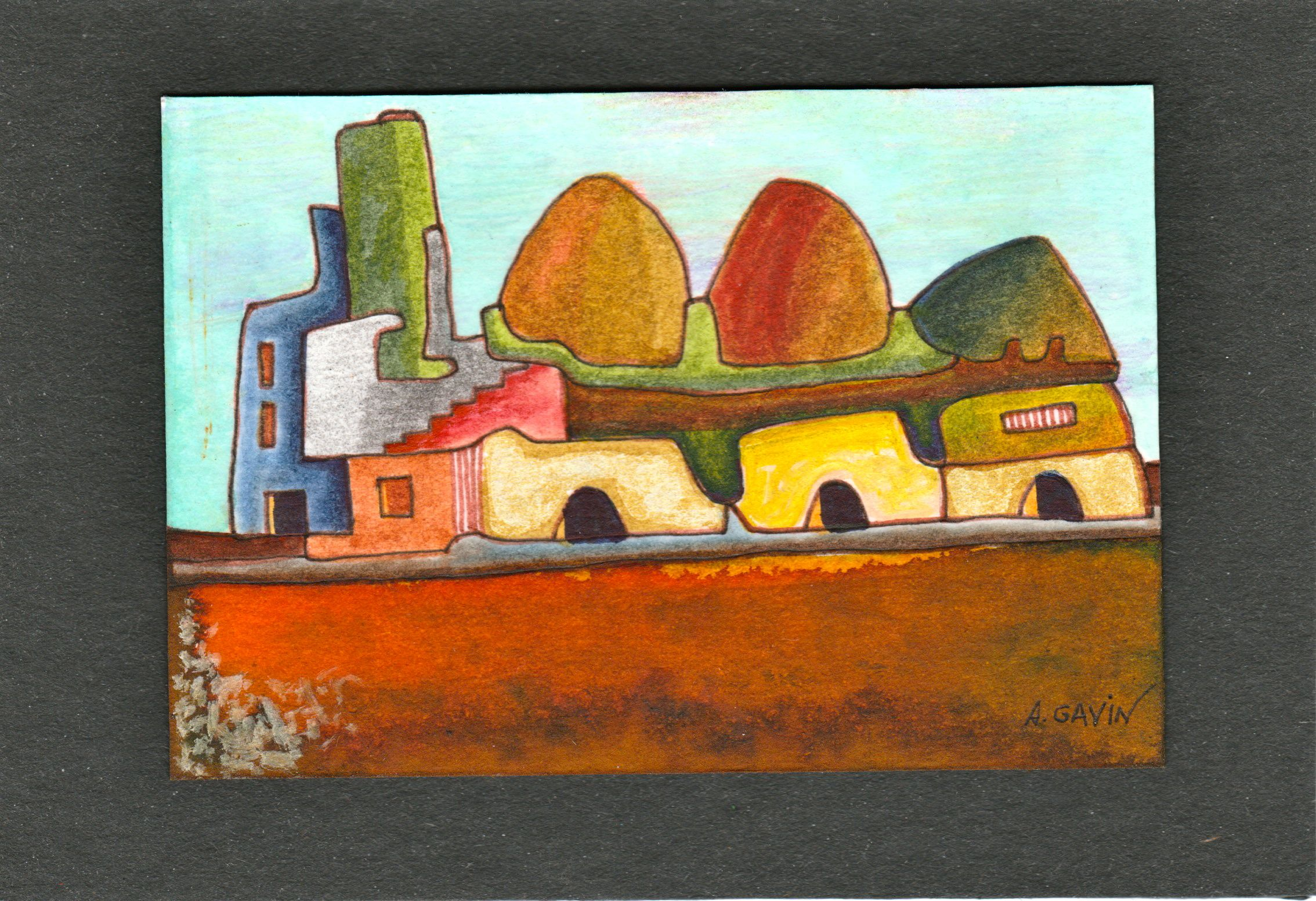
Pintura sobre paper d'Alfredo Gavín

## Obres[5][6]
- Ceremonias de paso. Reus: Rotoarco, 1992. (Amargamar; 5)
- Decir buenos días nuevamente: las arenas del castillo. Cambrils: Trujal, 1997. (Pliegos de poesía; 2) ISBN 8492173726
- Sonetos de la intemperie. Cambrils: Trujal, 2001. ISBN 8492173785
- El somni d'un riu. Poesies: Alfredo Gavín Agustí; fotografies: Cristòbal Garcia López. Tarragona: Arola, 2002. (La imatge que parla; 9) ISBN 8495985039
- Allí donde el amor. El Catllar: Rotoarco, 2003
- El mirall de la metròpoli. Poesies: Alfredo Gavín Agustí; fotografies: Cristòbal Garcia López. Tarragona: Arola, 2009. (La imatge que parla; 24) ISBN 9788492408382
- Els Castells de la memòria. Tarragona: Arola, 2008. (Dàctil poesia; 27) ISBN 9788496639522
- El hijo de Clint Eastwood. Tarragona : Arola, 2011. (Los soles cuadrados; 1) ISBN 9788492839889
- Un país de bacteris. Tarragona: Arola, 2012. (Dàctil poesia; 50) ISBN 9788415248675
- Palestina. Tarragona: Arola, 2012. (Los soles cuadrados; 3) ISBN 9788494063701
- El rastreador y la sombra. Tarragona: Arola, 2014. (Los soles cuadrados; 5) ISBN 9788494219177
- El port. Poesies Alfredo Gavín; fotografies Pilar Gonzalvo. Tarragona: Arola, 2015. (La imatge que parla; 31) ISBN 9788494451119
- Infraleves universal poema. Tarragona: Arola, 2016. (Los soles cuadrados; 6). ISBN 9788494624780

### En col·laboració
- Pasión primera. Ramón García Mateos, Alfredo Gavín, Juan López Carrillo, Josep Moragas y Manuel Rivera. Reus: Rotoarco, 1984. (Amargamar; 1) ISBN 8439814941
- Homenaje a Vicente Aleixandre. Edición a cargo de Ramón García Mateos, Alfredo Gavín Agustí, Juan López Carrillo, Josep Moragas Pagés y Manuel Rivera Moral. Reus: Rotoarco, 1985. (Amargamar; 2). ISBN 8439833709
- Guía turística de Tarragona. Coord.: Alfredo Gavín Agustí y Manuel Rivera Moral. Tarragona: Diari de Tarragona, 1986
- Tarragona y Costa Daurada: litoral e interior. En col·laboració amb Manuel Rivera. Valls: Cossetània, 2002. ISBN 8495684632
- Libro libre. Amb textos d'Eduardo Moga, Ramón García Mateos, Juan López-Carrillo, Vicente Llorente i Alfredo Gavín. Tarragona: Arola, 2013. (Los soles cuadrados; 4) ISBN 9788494132773